# 泉敬
泉 敬（いずみ ひろ、1990年8月24日 - ）は、日本の元ラグビーユニオン選手。

## プロフィール
- 大阪府東大阪市出身[1]。
- ポジションはフッカー(HO)。
- 身長 175cm、体重 104kg
- ニックネームはヒロ、イズィー、タンク。

## 略歴
小学生の頃、花園ラグビースクールでラグビーを始めた。
2009年、常翔学園高校卒業後、帝京大学に入学する。
2012年、帝京大学ラグビー部の主将に就任し、全国大学選手権4連覇に貢献した。
2013年、帝京大学卒業後、NTTドコモレッドハリケーンズに加入。同年9月14日に行われたジャパンラグビートップリーグ第3節の神戸製鋼コベルコスティーラーズ戦に途中出場で公式戦初出場を果たす。 
2014年、アジア・パシフィックドラゴンズに選出された。
2018年、現役を引退した。